# Arcisses
Arcisses es una comuna nueva francesa situada en el departamento de Eure y Loir, de la región de Centro-Valle del Loira.

## Historia
Fue creada el 1 de enero de 2019, en aplicación de una resolución del prefecto de Eure y Loir de 14 de noviembre de 2018 con la unión de las comunas de Brunelles, Coudreceau y Margon, pasando a estar el ayuntamiento en la antigua comuna de Margon.

## Demografía
Según los datos aportados en la resolución del prefecto de Eure y Loir, la comuna se crea con 2303 habitantes.

## Composición
| Comuna fusionada | Código INSEE | Población (2016) | Superficie (km²) | Densidad (hab./km²) |
| ---------------- | ------------ | ---------------- | ---------------- | ------------------- |
| Brunelles        | 28063        | 555              | 19.99            | 28                  |
| Coudreceau       | 28112        | 483              | 13.31            | 36                  |
| Margon           | 28236        | 1171             | 12.13            | 97                  |